# سنت هلنز، مرزیساید

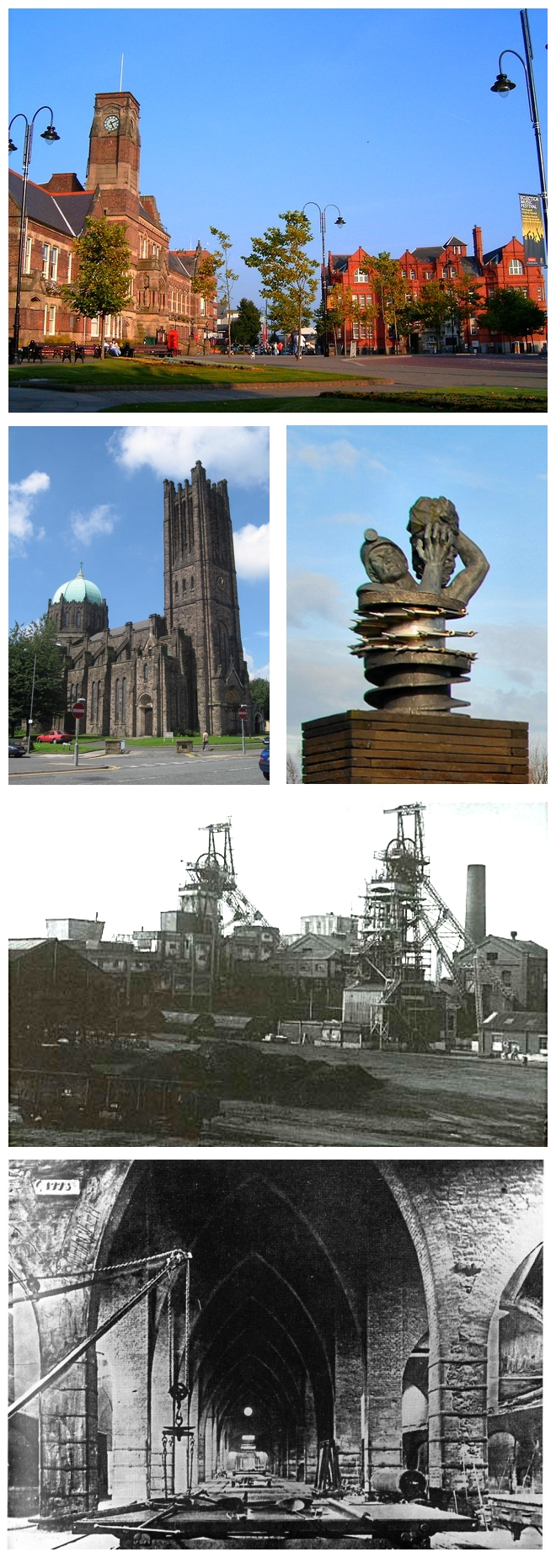
تکه‌نمایی از جاذبه‌های شهر سنت هلنز، مرزیساید در کشور انگلستان

سنت هلنز، مرزیساید (به انگلیسی: Saint Helens) شهری در منطقهٔ منچستر-لیورپول کشور انگلستان است که این کشور خود بخشی از بریتانیا محسوب می‌شود. این شهر در سال ۱۹۹۱ میلادی ۱۰۶٫۲۹۳ نفر جمعیت داشته و در سرشماری سال ۲۰۰۱ جمعیت آن به ۱۰۲٫۶۲۹ نفر رسیده‌است. میزان رشد سالانهٔ جمعیت سنت هلنز، مرزیساید ‎-۰٫۰۹ درصد می‌باشد و جمعیت این شهر در سال ۲۰۱۲ به ۱۰۱٫۶۱۴ نفر تغییر یافت.